# Isaac Bonga
Isaac Evolue Etue Bofenda Bonga (Neuwied, 8 novembre 1999) è un cestista tedesco con cittadinanza della Repubblica Democratica del Congo.

## Carriera
È stato selezionato dai Philadelphia 76ers al secondo giro del Draft NBA 2018 (39ª scelta assoluta).
Con la Germania ha disputato i Giochi olimpici di Tokyo 2020 e si è laureato campione del mondo nel 2023.

## Palmarès

### Squadra
- Campionato tedesco: 1

Bayern Monaco: 2023-24
- Coppa di Germania: 2

Bayern Monaco: 2022-23, 2023-24
- Campionato serbo: 1

Partizan: 2024-25
- Lega Adriatica: 1

Partizan: 2024-25

#### Individuale
- Miglior difensore della Lega Adriatica: 1

Partizan: 2024-25

### Nazionale
- Mondiali:

 Filippine 2023